# منطقة فاتهجره صاحب
فاتهجره صاحب رمزها «FT» (بالإنجليزية: Fatehgarh  Sahib)‏، هو تقسيم إداري لدولة الهند تتبع ولاية بنجاب (بالإنجليزية: Punjab)‏، مركزها هو مدينة فاتهجره صاحب (بالإنجليزية: Fatehgarh  Sahib)‏ عدد سكانها حسب تعداد سنة 2001 هو 539,751، مساحتها 1,180 كم² وكثافة السكان 457 لكل كم².

## التقسيم الإداري والسكان
يبلغ عدد سكان مقاطعة فاتهجره صاحب حسب تعداد 2011 نحو 600,163، ليكون ترتيبها 525 بين مقاطعات الهند، تبلغ الكثافة السكانية (508 نسمة/ كم²)، بلغ معدل النمو السكاني بين 2001-2011 نحو 11.39٪، تبلغ نسبة الجنس 871 أنثى لكل 1000 ذكر، ومعدل معرفة القراءة والكتابة 80.3٪.

### الدين
| الديانة في المقاطعة (تعداد 2011) | الديانة في المقاطعة (تعداد 2011) | الديانة في المقاطعة (تعداد 2011) | الديانة في المقاطعة (تعداد 2011) | الديانة في المقاطعة (تعداد 2011) |
| -------------------------------- | -------------------------------- | -------------------------------- | -------------------------------- | -------------------------------- |
|                                  |                                  |                                  | النسبة                           |                                  |
| السيخية                          | السيخية                          |                                  | 71.23%                           | 71.23%                           |
| الهندوسية                        | الهندوسية                        |                                  | 25.47%                           | 25.47%                           |
| الإسلام                          | الإسلام                          |                                  | 2.80%                            | 2.80%                            |
| أخرى                             | أخرى                             |                                  | 0.49%                            | 0.49%                            |

### اللغات
حسب تعداد 2011، فإن 89.92٪ يتحدثون البنجابية و9.15٪ يتحثون الهندية كلغة أولى.

### التقسيم الإداري
تنقسم المقاطعة لـ 6 تحصيل (بالهندية: संग्रह)، تضم إجمالاً 397 قرية.

## المسؤولين (نواب المفوضين)[11]
| الاسم               | الفترة                          |
| ------------------- | ------------------------------- |
| GS Bains            | 13 أبريل 1992 - 20 مايو 1992    |
| بوبيندر سينغ        | 20 مايو 1992 - 30 أبريل 1993    |
| أمارجيت سينغ        | 30 أبريل 1993 - 10 يونيو 1994   |
| تيلاك راج سارانغال  | 10 يونيو 1994 - 6 مارس 1995     |
| S.S.Rajput          | 10 مارس 1995 - 20 أبريل 1995    |
| RS Kalsia           | 21 أبريل 1995 - 12 مارس 1996    |
| أنجالي بهاورا       | 12 مارس 1996 - 6 أكتوبر 1997    |
| تيلاك راج سارانغال  | 22 أكتوبر 1997 - 10 مايو 1999   |
| فيجاي كومار جانجوا  | 11 مايو 1999 - 2 مايو 2000      |
| BS Sudan            | 2 مايو 2000 - 16 أبريل 2001     |
| فيكاس براتاب        | 16 أبريل 2001 - 20 مايو 2003    |
| SKAhluwalia         | 20 مايو 2003 - 16 مايو 2005     |
| جاسبريت تالوار      | 17 مايو 2005 - 14 مارس 2007     |
| ألاكناندا ديال      | 15 مارس 2007 - 6 فبراير 2008    |
| أشوك سينغلا         | 6 فبراير 2008 - 10 سبتمبر 2008  |
| سورجيت سينغ ديلون   | 10 سبتمبر 2008 - 30 يوليو 2009  |
| ياشفير ماهاجان      | 31 يوليو 2009 - 6 مايو 2013     |
| أرون سيخري          | 7 مايو 2013 - 9 ديسمبر 2014     |
| كمالديب سينغ سانغا  | 10 ديسمبر 2014 - 16 مارس 2017   |
| كانوالبريت برار     | 17 مارس 2017 - 16 يوليو 2018    |
| شيفدولار سينغ ديلون | 17 يوليو 2018 - 17 فبراير 2018  |
| بارسانت كومار جويال | 18 فبراير 2019 - 30 أكتوبر 2019 |
| أمريت كور جيل       | 31 أكتوبر 2019 - 3 يونيو 2021   |
| سوربي مالك          | 3 يونيو 2021 - 2 نوفمبر 2021    |
| بونامديب كور        | 2 نوفمبر 2021 - 13 أبريل 2022   |
| بارنيت شيرجيل       | 14 أبريل 2022 - الآن            |